# ロバート・ジェームズ・マン
ロバート・ジェームズ・マン（Robert James Mann FRAS FRCS FRGS、1817年1月5日 – 1886年8月4日）は、イギリスのサイエンスライター。天文学、化学、生理学、健全学に関する著作を多数出版し、著書『The Book of Health』（1850年）のオランダ語版は『健全学』として1873年に日本語訳された。
明治期には姓名が「ロベルト・ゼエムス・メン」に訳されている。

## 生涯
ジェームズ・マン（James Mann、1787年ごろ – 1820年/1821年）と妻エリザベス（旧姓ヒリング）の長男として、1817年1月5日にノリッジで生まれた。姉が1人、妹が2人いたが、わずか4歳のときに父を亡くし、ロンドンにいるおじ、おばのもとで1830年ごろまで育てられた。ロンドンの学校に通ったが、主に独学で知識を身につけ、1837年9月に医者となるべくユニヴァーシティ・カレッジ・ロンドンに入学、1840年に大学病院でロバート・リストンの着付け係を務めた。1840年4月16日にWorshipful Society of Apothecariesで開業許可を得て、同年6月26日にイングランド王立外科医師会会員になった。同年に『Natural History Magazine』誌でノーフォーク州中部の被子植物一覧を出版した。
大学を出た後、ノーフォーク州で医師業を開業した。具体的には1840年秋から1年ほどノリッジ、続いて1849年までバクストン、以降1853年秋までエイルシャムで医師業を務めた。バクストンで天文学への興味を持ち、田舎の住民に向けたレクチャーをもとに、1845年に最初の著作『The Planetary and Stellar Universe』を出版した。その後、1848年に化学、1850年に『The Book of Health』（健康に関する著作）を出版、以降天文学、化学、生理学、健全学に関する著作を多数出版して、その多くが版を重ねた。エイルシャムでは1850年10月1日にシャーロット・エリザベス・ホワイト（Charlotte Elizabeth White、1822年/1823年 – 1886年以降）と結婚したが、2人の間に子供はいなかった。
1853年に健康上の理由により医師業を休業し、1854年3月27日にセント・アンドリューズ大学でM.D.の学位を修得した。以降数年間冬と春をワイト島ヴェントナー、夏と秋をノーフォークで過ごすことを繰り返した。1855年、王立天文学会フェローに選出された。
1857年10月、ナタール主教ジョン・コレンソの招聘を受けて南アフリカのナタール植民地に渡り、1866年3月まで同地で過ごした。ナタールではまずコレンソ率いる宣教団のもとで医学、科学の教師を務め、次に1859年7月にナタール副総督から教育総監（superintendent of education）への任命を受け、ナタールの小学教育制度を設立した。このほかにナタール銀行理事を数年間務め、1862年のロンドン万国博覧会でナタールの展示を担当した。ナタールでは写真撮影への興味を持ち、ジョン・ハーシェルの影響を受けて気象学にも興味を持った。これにより1858年初から1866年初までナタールの気候を観察し、商務庁の気象部門に記録を提出したほか、ナタールの風土に関する著作を出版した。
1866年に帰国し、同年に王立地理学会フェローに選出された後、1869年に教育総監を辞任した。また1866年に王立写真協会会員になり（1878年まで在籍）、1867年に王立気象学会に加入した。1873年から1875年まで王立気象学会会長を務め、1878年に王立外科医師会フェローに選出された。
1870年よりロンドンのワンズワースに住んだ。1886年8月2日に発作を起こし、4日にロンドンのワンズワースにある自宅で病死、9日にケンサル・グリーン墓地に埋葬された。遺産は妻が相続した。

## 人物
『オックスフォード英国人名事典』で「親切、誠実、無欲で謙虚な人物」と評された。

## 著作
- The Planetary and Stellar Universe（1845年）
- The Book of Health（1850年）
  - オランダ語版経由の日本語訳：杉田玄端訳『健全学』（1873年）[2]
- The Philosophy of Reproduction（1850年）
- Tennyson's "Maud" vindicated; an Explanatory Essay（1850年）
- A Guide to the Knowledge of the Heavens, designed for the use of Schools and Families（1852年）
- Lessons in General Knowledge（1855年 – 1856年）
- A Guide to the Knowledge of Life（1858年）
- A Guide to Astronomical Science（1858年）
- A Description of Natal（1860年）
- The Colony of Natal（1860年–1862年）
- Medicine for Emergencies（1861年）
- The Emigrant's Guide to Natal（1868年初版、1873年第2版）
- The Weather（1877年）
- Drink: Simple Lessons for Home Use（1877年）
- Domestic Economy and Household Science（1878年）
- The Zulus and Boers of South Africa（1879年）
- The Physical Properties of the Atmosphere（1879年）
- Familiar Lectures on the Physiology of Food and Drink（1884年）